# Ificles

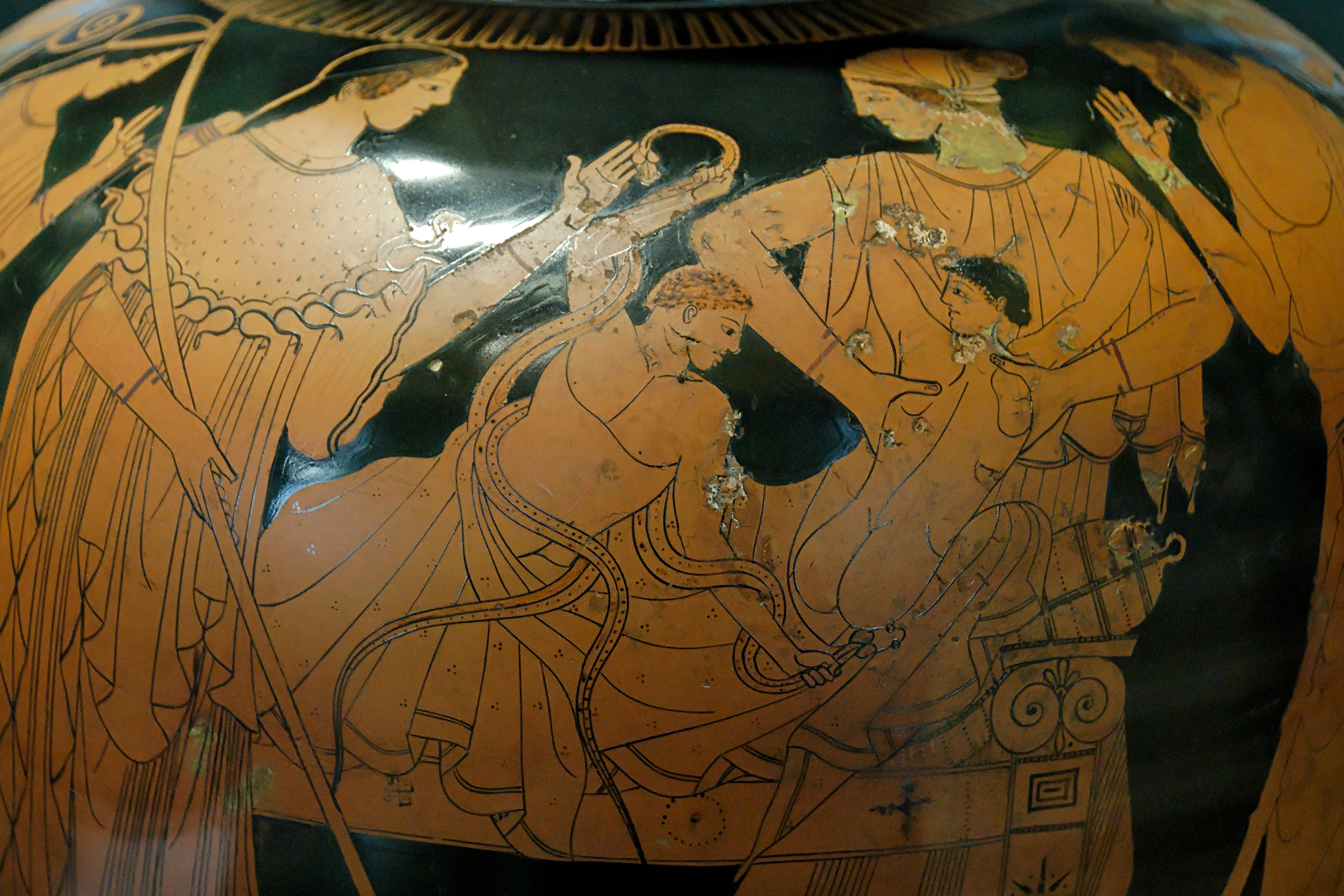
Heracles e Ificles, Museo del Louvre (G 192).

En la mitología griega Ificles (en griego antiguo Ἰφικλῆς Iphiklḗs), hijo de Anfitrión y Alcmena, es el medio hermano mellizo de Heracles, que le acompañó un tiempo en sus aventuras

## Mito
Ificles no es citado en las epopeyas homéricas, que sin embargo hablan de las circunstancias del nacimiento de Heracles. Aparece por primera vez en el Catálogo de mujeres como medio hermano del héroe, siendo Heracles hijo de Zeus e Ificles de Anfitrión. Ferécides no da más detalles pero El escudo de Heracles le atribuye un hijo, Yolao (que más tarde será el compañero de su tío), y menciona así su destino:

[Ificles] abandonó su casa y a los autores de sus días, para servir al culpable a Euristeo. ¡El infeliz! Más tarde gime profundamente y deplora su falta, pero esta falta es irreparable.
 El escudo de Heracles v.90-93

Esta referencia es explicable puesto que las fuentes posteriores hacen de Ificles un camarada fiel muerto en combate al lado de su hermano, a pesar de divergencias notorias. Así, en Pausanias es herido por los moliónidas en la primera expedición de Heracles contra Augías y los eleos, muriendo luego en Feneo (Arcadia). Los habitantes de Feneo le rendían todos los años, sobre su tumba, los honores heroicos. Por el contrario, en Diodoro Sículo o Apolodoro, muere en combate en la expedición de su hermano para castigar a los hijos de Hipocoonte, rey de Lacedemón.
Por otra parte, Apolodoro suministra alguna otra información: así, cuenta Ificles entre los cazadores del jabalí de Calidón. Asigna al héroe un primer matrimonio con la hija de Alcátoo, del que habría nacido Yolao, conocida como Automedusa  y luego un casamiento con «la más joven de las hijas de Creonte», en recompensa por haber luchado para Tebas al lado de Heracles. Este casamiento ya se certificaba en el Megara atribuido a Mosco de Siracusa, donde la muchacha en cuestión lleva el nombre de Pirra, y quien le dio dos hijos. Plutarco dice que la hija de Ificles, Íope, fue una de las esposas de Teseo.